# مریسا مایر
مریسا مایر (به انگلیسی: Marissa Mayer) (زاده ۳۰ مه ۱۹۷۵) مدیر تجاری و مدیرعامل یاهو! است. او در گذشته برای مدت زیادی از مدیران و سخنگوهای اصلی گوگل بود و سال‌ها در پروژه‌های مختلف «گوگل» مسئولیت داشته و اولین مهندس زنی است که به استخدام گوگل درآمد.
ماریسا مایر لیسانس سیستم‌های نمادین و فوق لیسانس علوم کامپیوتر را که هر در زمینهٔ هوش مصنوعی بود از دانشگاه استنفورد آمریکا دریافت کرد. او به عنوان یک طرفدار پروپاقرص دنیای مد مشهور است. ماریسا مایر که در اولین سال‌های استخدام در گوگل با لری پیج، یکی از بنیان‌گذاران اصلی گوگل رابطه داشت، به مهارت حرفه‌ای بالا در گفتگوی با رسانه‌ها نیز معروف است. مایر یکی از مسئولان اصلی پروژهٔ آی‌گوگل نیز بود که به کاربر گوگل امکان می‌دهد به همهٔ سرویس‌های گوگلی که استفاده می‌کند، به آسانی دسترسی داشته باشد. او در توسعهٔ گوگل مپ و جی میل نیز نقش بسزایی داشته‌است. مؤسسه فناوری ایلینوی در ۲۰۰۹، دکترای افتخاری خود را به پاس فعالیت‌های او در زمینهٔ جستجو به او اهدا کرد.
در ۱۵ ژوئیه ۲۰۱۲ به عنوان رئیس هیئت‌مدیرهٔ یاهو انتخاب شد. ماریسا مایر که در سال ۲۰۰۹ با زکری بوگ، یک کارفرمای معروف آمریکایی ازدواج کرده‌است، در حالی به سمت ریاست یاهو انتخاب شد که باردار بود.
مایر لوتری است. او اولویت‌های خود را «خدا، خانواده و یاهو!» برشمرده است. مریسا مایر در فور سیزنز، سن فرنسیسکو زندگی می‌کند.